# Rômulo José Pacheco da Silva
Rômulo José Pacheco da Silva (sinh ngày 27 tháng 10 năm 1995), còn được biết với tên đơn giản Rômulo, là một cầu thủ bóng đá Brasil thi đấu cho Busan IPark ở vị trí Tiền vệ tấn công.

## Sự nghiệp câu lạc bộ
Rômulo sinh ra ở Recife, Pernambuco, và tốt nghiệp từ hệ thống trẻ Bahia. Ngày 16 tháng 11 năm 2014 anh ra mắt đội một – và Série A –, vào sân từ hiệp hai trong thất bại 1–2 trên sân nhà trước Corinthians.
Vào ngày 10 tháng 2 năm 2015 Rômulo gia hạn hợp đồng đến năm 2018.

## Thống kê sự nghiệp câu lạc bộ (chỉ Hàn Quốc)
Tính đến 4 tháng 12 năm 2017
| Thành tích câu lạc bộ | Thành tích câu lạc bộ | Thành tích câu lạc bộ | Giải vô địch | Giải vô địch | Cúp     | Cúp       | Play-off | Play-off  | Tổng cộng | Tổng cộng |
| Mùa giải              | Câu lạc bộ            | Giải vô địch          | Số trận      | Bàn thắng    | Số trận | Bàn thắng | Số trận  | Bàn thắng | Số trận   | Bàn thắng |
| --------------------- | --------------------- | --------------------- | ------------ | ------------ | ------- | --------- | -------- | --------- | --------- | --------- |
| 2017                  | Busan IPark           | K League 2            | 21           | 1            | 5       | 0         | 2        | 1         | 28        | 2         |
| Tổng cộng sự nghiệp   | Tổng cộng sự nghiệp   | Tổng cộng sự nghiệp   | 21           | 1            | 5       | 0         | 2        | 1         | 28        | 2         |